# Petra Hanke
Petra Hanke (geb. Hassinger; * 7. Februar 1969 in West-Berlin) ist eine ehemalige deutsche Leichtathletin, die – für die Bundesrepublik Deutschland startend – bei den 22. Halleneuropameisterschaften im Palasport di Genova in Genua 1992 teilnahm. Außerdem war sie Teilnehmerin der Sommer-Universiade 1993 (World University Games Buffalo `93) und mehrerer Länderkämpfe für die Bundesrepublik Deutschland.
Mit ihrer Zeit von 13,21 s, die sie am 28. Juli 1990 in Hamburg über die 100 Meter Hürden lief, hält sie aktuell den 5. Platz der ewigen Bestenliste des Berliner Leichtathletikverbandes, nach der Wiedervereinigung, die sie bis dahin anführte.

## Karriere
Petra Hanke startete für die Vereine SCC Berlin und LAC Halensee Berlin. Sie wurde als Schülerin von Rotraut Zylka und Renate Fleischhacker, in ihrer Jugend vom Bundesjugendtrainer Johannes Hücklekemkes und im Verein von Norbert Ehrke und Gabriela Richter trainiert. Als Erwachsene wurde sie vom Bundestrainer, Rüdiger Harksen, sowie Carsten Köhrbrück, Lutz Jannek und Idris Gonschinska betreut.
Bei den 47. Deutschen Juniorenmeisterschaften vom 8. bis 9. September 1990 in Göttingen belegte sie mit 13,42 s über 100 Meter Hürden den 1. Platz, holte die Goldmedaille und wurde Deutsche Meisterin. 1992 wurde sie Deutsche Vizemeisterin mit einer Zeit von 8,19 s über 60 Meter Hürden und gewann damit bei den 39. Deutschen Hallenmeisterschaften vom 8. bis 9. Februar in Karlsruhe Silber. Ebenso im Jahr 1990 gewann sie im Düsseldorfer Rheinstadion bei den 90. Deutschen Meisterschaften vom 10. bis 12. August die Bronzemedaille und wurde mit einer Zeit von 13,23 s über 100 Meter Hürden Dritte.
Im Jahr 1991 errang sie bei den 91. Deutschen Meisterschaften, den ersten gesamtdeutschen Meisterschaften bei den Leichtathleten nach dem Fall der Berliner Mauer, die vom 26. bis zum 28. Juli 1991 im Niedersachsenstadion in Hannover ausgetragen wurden, mit einer Zeit von 13,25 s den 4. Platz. Ebenso den vierten Platz belegte sie bei den 37. Deutschen Hallenmeisterschaften vom 17. bis 18. Februar 1990 im Glaspalast in Sindelfingen mit einer Zeit von 8,22 s. Sie belegte 1992 bei den 92. Deutschen Meisterschaften vom 19. bis 21. Juni im Münchner Olympiastadion mit einer Zeit von 13,22 s den 5. Platz.
Sie war mehrfache Norddeutsche Meisterin und Berliner Meisterin über 100 Meter Hürden und im Mehrkampf. Aktuell führt sie die Berliner Bestenliste mit dem Berliner Rekord der U20 im 4-Kampf (Ma.) mit 13.843 Punkten gemeinsam mit Solveig Diener, Petra König, Britta Sander und Ilka Marin, aufgestellt am 14. Juni 1986 in Berlin an.
Nach Beendigung ihrer aktiven Karriere 1995 ist sie ehrenamtlich als Trainerin in Berlin tätig, wo sie national startende Langsprinter und Langhürdler, unter anderem ihre beiden Kinder Katharina (* 2003) und Alexander (* 2000), trainiert.